# Óskar Gíslason
Óskar Gíslason (* 15. April 1901; † 25. Juli 1990) war ein isländischer Filmpionier. Er arbeitete als Kameramann, Regisseur und Produzent.
Nach seiner Lehre beim Fotografen Peter Elfelt, der sich mit den ersten dänischen Stummfilmen verdient machte, begann Óskar bereits in den 1920er Jahren Dokumentarfilme zu drehen. Neben seinem Filmmaterial zu den Feierlichkeiten anlässlich der Ausrufung der Republik im Jahr 1944 fand sein Dokumentarfilm Die Rettungstat vom Latraberg (1948, Björgunarafrekið við Látrabjarg) Beachtung, in dem eine Seenotrettungsaktion der Isländischen Lebensrettungsgesellschaft dokumentiert wird.
1950 veröffentlichte Óskar mit Das letzte Gehöft im Tal (Siðasti bærinn í dalnum) seinen ersten Spielfilm. Der Kinderfilm verarbeitet ein isländisches Volksmärchen und wurde in Island zu einem Filmklassiker. Später entstanden weitere frühe isländische Spielfilme, die Filmgenres vom „Lustspiel bis zum Drama erprobten“.
Das isländische Fernsehen würdigte Óskars Wirken 1976 mit einem zweiteiligen Dokumentarfilm von Andrés Indriðason. Das Drehbuch zu Óskar Gíslason, Filmemacher schrieb Erlendur Sveinsson.

## Filmografie
R = Regisseur, K = Kameramann, P = Produzent
- 1944: Lýðveldisstofnunin, R
- 1948: Die Rettungstat vom Latraberg (Björgunarafrekið við Látrabjarg, R)
- 1950: Das letzte Gehöft im Tal (Siðasti bærinn í dalnum, R)
- 1951: Die Bakka-Brüder in Reykjavík (Reykjavíkurævintýri Bakkabræðra, K, P)
- 1951: Die Zauberflasche (Töfraflaskan, R)
- 1952: Die Gier (Ágirnd, R)
- 1952: Der Weltmeister (Alheimsmeistarinn)
- 1954: Neue Rolle (Nýtt hlutverk, K, P)